# Чёрный скат
Чёрный или грубохвостый скат (лат. Bathyraja trachura) — вид хрящевых рыб рода глубоководных скатов семейства Arhynchobatidae. Обитают в северной восточно-центральной частях Тихого океана между 63° с. ш. и 22° с. ш., 144° в. д. и 106° з. д. Встречаются на глубине до 2550 м. Их крупные, уплощённые грудные плавники образуют округлый диск со треугольным рылом. Максимальная зарегистрированная длина 91 см. Не являются объектом целевого промысла.

## Таксономия
Впервые новый вид был научно описан в 1892 году как Raia trachura. Голотип представляет собой неполовозрелую самку длиной 46,5 см, пойманную у берегов Калифорнии (32°40′ с. ш. 117°31′ з. д.) на глубине 1503 м. Видовой эпитет происходит от слов др.-греч. τραχύς — «грубый» и др.-греч. οὐρά — «хвост».

## Ареал
Эти скаты обитают в северной и центральной-восточной части Тихого океана, в Беринговом море, Охотском море, заливе Аляска, у берегов Канады (Британская Колумбия), Мексики (Нижняя Калифорния), России (Камчатка, Курильские острова) и США (Аляска, Калифорния, Орегон, Вашингтон). Встречаются на материковом склоне на глубине от 213 до 2550 м, основная масса популяции держится глубже 600 м, а наибольшая концентрация наблюдается в диапазоне 600—1400 м.

## Описание
Широкие и плоские грудные плавники этих скатов образуют ромбический диск с широким треугольным рылом и закруглёнными краями. Позади глаз имеются брызгальца. На вентральной стороне диска расположены 5 жаберных щелей, ноздри и рот. На хвосте пролегают латеральные складки. У этих скатов 2 редуцированных спинных плавника и редуцированный хвостовой плавник. Максимальная зарегистрированная длина 94 см, а вес 5 кг.

## Биология
Эмбрионы питаются исключительно желтком. Эти скаты откладывают яйца, заключённые в роговую капсулу с твёрдыми «рожками» на концах. В водах России длина капсулы составляет 6,8—6,9 см, а ширина 5,9—6,1 см, а в восточной части Берингова моря 6,7—7,7 см, а ширина 6,3—7,1 см. Длина новорождённых 9—16 см. Размножение происходит круглый год без перерыва.  В водах России самцы и самки достигают половой зрелости при длине  71,7—78,3 и 72,8—81,5 см в возрасте 5 и 5—6 лет соответственно. Максимальная продолжительность жизни в восточной части Тихого океана оценивается в 20 лет, а в Беринговом море в 36 лет.

## Взаимодействие с человеком
Эти скаты не являются объектом целевого лова, могут попадаться в качестве прилова в ходе промысла донных рыб. Пойманных рыб обычно выбрасывают за борт. Международный союз охраны природы присвоил виду охранный статус «Вызывающий наименьшие опасения».